# Gora Bokovaja
Gora Bokovaja är ett berg i Antarktis. Det ligger i Östantarktis. Australien gör anspråk på området. Toppen på Gora Bokovaja är 1 017 meter över havet.
Terrängen runt Gora Bokovaja är huvudsakligen kuperad, men österut är den platt.  Trakten är obefolkad. Det finns inga samhällen i närheten.